# الهندوسية في تايلاند

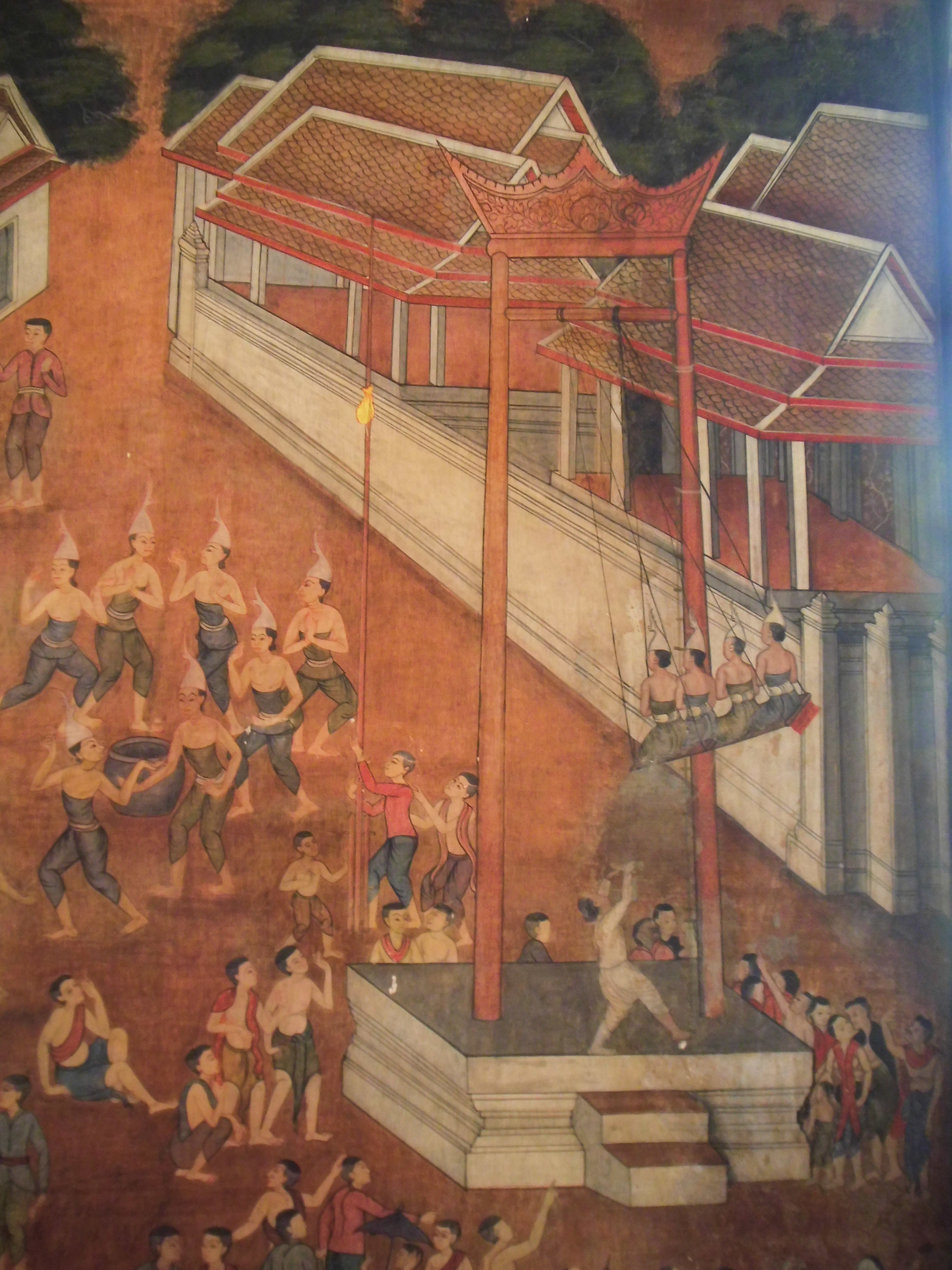
الهندوسية في تايلند

الهندوسية دين أقلية في تايلاند إذ لا يتبعه إلا 0.03% من سكانها. مع أن تايلاند بلد معظمها بوذي، فإن فيها تأثيرًا هندوسيًّا قويًّا جدًّا، فالملحمة التايلاندية راماكين مثلًا مبنية على الرامايانا. يصور شعار تايلاند غارودا الذي هو فاهانا (مركبة) فشنو.

## التاريخ
بقي عدد من الهندوس في تايلاند. يسكن معظمهم في المدن. في الماضي، وقع البلد تحت حكم الإمبراطورية الخميرية، التي كان لها جذور هندوسية قوية. بغض النظر عن أن تايلاند اليوم بلد فيه أغلبية بوذية، فإن عناصر كثيرة في الثقافة التايلاندية والرمزية التايلاندية تظهر الآثار والإرث الهندوسي. فعلى سبيل المثال، الملحمة المشهورة راماكين، مبنية على الرامايانا. ويصور شعار تايلاند الملكي غارودا الذي هو فاهانا (مركبة) فشنو.
مدينة أيوتايا قرب بانكوك مسماة على اسم أيوديا، وهي مسقط رأس راما. حافظ التايلانديون على كثير من الشعائر المأخوذة من البراهمانية، منها استعمال السلاسل المقدسة وصب الماء من قواقع المحار. بل إن الآلهة الهندوسية يعبدها كثير من التايلانديون إلى جانب البوذية، منها براهما في ضريح إيروان الشهير، وتماثيل لغانيش وإندرا وشيفا، ورموز كثيرة مرتبطة بالهندوسية، منها مثلًا غارودا رمز المملكة. أظهرت الترميمات في جدران المعابد، مثل معبد براسات سيخورافم، الذي يرجع إلى القرن الثاني عشر، صورة الإله شيفا راقصًا، وإلى جانبه صور صغيرة لبارفاتي وفشنو وبراهما وغانيشا.
الديفاساثان معبد هندوسي أسسه الملك راما الأول عام 1784، وهو مركز البراهمية في تايلاند. يشرف على المعبد براهميو البلاط الملكي، ويقيمون مهرجانات ملكية كل عام.

## المجتمع البراهمي التايلاندي
في تايلاند مجتمعان عرقيان تايلانديان براهميان: براهم لوانغ (البراهميون الملكيون) وبراهم تشاو بان (البراهميون الشعبيون). البراهميون الملكيون يديرون المهرجانات الملكية للملك التايلاندي. وهم ينتسبون إلى نسب عائلي طويل من البراهميين في تايلاند. أما البراهميون الشعبيون فهم مجموعة من البراهميين الذين لا ينتسبون إلى نسب من الكهنة البراهميين. بالعموم، لا يعرف البراهميون الشعبيون كثيرًا عن الطقوس والاحتفالات. الديفاساثان وهو مركز البراهمية في تايلاند. بني هذا المعبد قبل 200 عام. وإلى جانب هؤلاء أيضًا براهميون هنود هاجروا من الهند إلى تايلاند.

## الهندوس الهنود
في خلال فترتي سوكوثاي وأيوثايا، دلت الأدلة على وجود عدد كبير من الهنود في البلط التايلاندي، ووصف هذه الأدلة المسافرون الغربيون. ولكن معظم الهنود المعاصرين أتوا إلى تايلاند بعد عام 1920، وفي النصف الأول من القرن التاسع عشر.
كان أول معبد بني على الطريقة الهندية في العمارة هو معبد ماريامان في بانكوك، إذ بناه مهاجر تاميلي هندوسي اسمه فايثي باداياتشي عام 1879.

## التركيبة السكانية
حسب إحصاء تايلاند عام 2010، فإن فيها 41,808 هندوسيًّا، أي 0.06% من مجموع السكان. في عام 2015 انخفض العدد إلى 22,110 أو 0.03%.
ولكن بيانات مركز بيو للأبحاث وجدت أن الهندوسيين يشكلون 0.1% من السكان في عام 2014، ودينهم أسرع الأديان نموًّا في تايلاند. تقول بيانات مركز بيو إن التعداد السكاني الهندوسي يُتوَقَّع أن يرتفع من 0.1% في 2014 إلى 0.2% في 2050.